# Ora (Italie)
Pour les articles homonymes, voir Ora.
Ora (en allemand, Auer) est une commune italienne d'environ 3 800 habitants située dans la province autonome de Bolzano dans la région du Trentin-Haut-Adige dans le nord-est de l'Italie.

## Répartition des langues
Selon le recensement de 2011, la plupart des habitants (69,7 %) parlent l'allemand comme langue maternelle, 29,6 % parlent l'italien nativement et 0,7 % le ladin.

## Administration
| Période                                  | Période | Identité | Étiquette | Qualité |
| ---------------------------------------- | ------- | -------- | --------- | ------- |
|                                          |         |          |           |         |
| Les données manquantes sont à compléter. |         |          |           |         |

### Communes limitrophes
Les communes limitrophes sont  Aldino, Bronzolo, Montagna sulla Strada del Vino, Termeno sulla Strada del Vino et Vadena.